# Not Ready to Die
"Not Ready to Die" es una canción de la banda estadounidense de metal Avenged Sevenfold
, que figura en la banda sonora del videojuego Call of Duty: Black Ops, en el mapa Zombi Call of the Dead. Grabado por la banda en abril de 2011, la canción fue lanzada como el primer sencillo del álbum el 2 de mayo de 2011. La canción está disponible para la compra como descarga digital en iTunes. "Not Ready to Die" marca el primer lanzamiento grabado con el baterista Arin Ilejay. En una entrevista con Revolver Magazine, M. Shadows dice que la canción fue inspirada por completo por el juego, ya que él es un gran fan.
En la canción, que también se ofrece en la expansión del juego "Call of the Dead", las letras de la banda son de desafío, el poder y la supervivencia, los temas recorren todo el juego más popular de disparos en primera persona. De hecho, una de las líneas en la canción se hace referencia específicamente al juego, utilizan la palabra "Damned" en vez de "Zombies" término que se utiliza en el juego.
La canción es también notable para ofrecer un fuerte retorno de vuelta a sus raíces metalcore, como se hace un uso más pesado de Guturales y Gritos.

## Posiciones en listas
| Listado              | Lugar |
| -------------------- | ----- |
| US Billboard Hot 100 | 70    |
| UK Rock Chart        | 1     |
| UK Single Chart      | 126   |

## Lista de canciones
1. "Not Ready to Die" - 7:05

## Integrantes
Avenged Sevenfold
- M. Shadows — Voz
- Synyster Gates — Primera Guitarra
- Zacky Vengeance — Guitarra rítmica
- Johnny Christ — Bajo
- Arin Ilejay - Batería(Hasta 2015)